# Rutilus basak
Rutilus basak är en fiskart som först beskrevs av Heckel, 1843.  Rutilus basak ingår i släktet Rutilus och familjen karpfiskar. IUCN kategoriserar arten globalt som livskraftig. Inga underarter finns listade i Catalogue of Life.